# Ligament palpébral médial
Le ligament palpébral médial (ou ligament palpébral interne ou ligament interne des tarses ou tendon direct du muscle orbiculaire ou tendon canthal interne) est un ligament de la l'orbite qui relie entre eux les tarses supérieur et inférieur et le canthus interne.

## Structure
Sa couche superficielle antérieure s'attache au processus frontal du maxillaire devant la crête lacrymale antérieure.
Sa couche profonde s'attache sur la crête lacrymale postérieure de l'os lacrymal.
En se dirigeant vers l'extérieur les deux couches fusionnent et se dédouble en deux faisceaux : supérieur et inférieur s'insérant sur les tarses correspondants.
La couche superficielle a une longueur d'environ 9,6 mm, une largeur d'environ 2,4 mm et une épaisseur d'environ 4,5 mm.
La couche profonde a une longueur d'environ 3,7 mm, une largeur d'environ 2,9 mm et une épaisseur d'environ 0,3 mm.
Ensemble, elles ont une résistance de 17 newtons, la majeure partie de cette force provenant de la couche superficielle.

### Rapports
La branche supérieure de l'artère palpébrale médiale passe directement derrière le ligament palpébral médial.
Les branches du nerf facial, en particulier les branches buccales, remontent sur le ligament palpébral médial pour atteindre le nez.

## Fonction
Le ligament palpébral médial relie le canthus interne de chaque paupière à la partie médiale de l'orbite.

## Aspect clinique
Le ligament palpébral médial peut être utilisé comme point de fixation lors d'une chirurgie réparatrice des paupières pour permettre un clignement normal,.

## Histoire
Historiquement le ligament palpébral médial est également connu sous le nom de tendon canthal médial.
Certains le considèrent comme un tendon du muscle orbiculaire de l'œil.